# Musa Juka
Musa Zyber Juka (ur. 15 października 1880 w Szkodrze, zm. 13 listopada 1955 w Aleksandrii) – albański polityk, w latach 1930–1935 i 1936–1939 minister spraw wewnętrznych, w latach 1925–1927 minister prac publicznych, w latach 1928–1929 minister rolnictwa.

## Życiorys
Pochodził z muzułmańskiej rodziny kupieckiej. Był jednym z szóstki dzieci Zybera i Bektashi. Szkołę średnią ukończył w Szkodrze. W 1905 rozpoczął pracę w administracji osmańskiej w Szkodrze i wkrótce objął stanowisko dyrektora wydziału finansowego wilajetu szkoderskiego. W 1910 służył jako tłumacz armii osmańskiej w czasie tłumienia powstania antyosmańskiego w północnej Albanii. W 1914 wspierał działania Esada Paszy Toptaniego i z jego poręczenia został merem Szkodry.
W czasie I wojny światowej współpracował z administracją austro-węgierską. W kwietniu 1917 był członkiem delegacji Albańczyków, która złożyła hołd nowo wybranemu władcy Austro-Węgier Karolowi I.
W 1920 kierował administracją albańską w Szkodrze, w czasie, kiedy miasto znajdowało się pod kontrolą międzynarodową. W latach 1921–1924 ponownie pełnił funkcję mera Szkodry. W 1924 został pozbawiony urzędu, a jego dom spalono. W tym samym roku, w czasie zamachu stanu zorganizowanego przez zwolenników Fana Nolego dom Juki w Szkodrze został spalony przez tłum demonstrantów, a Juka ratował się ucieczką za granicę. Powrócił do kraju wraz z Ahmedem Zogu w grudniu 1924, stając się jednym z jego najbardziej zaufanych współpracowników. We wrześniu 1925 objął stanowisko ministra spraw wewnętrznych, które sprawował do lutego 1927. Ponownie objął kierownictwo resortu spraw wewnętrznych w 1933. Jako szef resortu wykazał się okrucieństwem w tłumieniu spisków skierowanych przeciwko Ahmedowi Zogu. Po stłumieniu rebelii w Fierze w 1935 nakazał aresztować 500 osób. Dervishi określał ten czas mianem rządów terroru.
Dwukrotnie sprawował urząd ministra prac publicznych. W latach 1926–1939 zasiadał w parlamencie. Od roku 1932 przewodniczył Albańskiej Federacji Sportowej.
W 1939 w czasie inwazji włoskiej na Albanię opuścił kraj i osiadł w Stambule, w 1950 przeniósł się do Aleksandrii, gdzie współpracował ponownie z królem Zogiem I. W 2015 jego doczesne szczątki sprowadzono z Aleksandrii do Albanii i pochowano w Szkodrze.
Był żonaty (żona Sadete z d. Shpuza), miał czworo dzieci. Jedna z jego córek Safete (Sofija) była malarką, nauczycielką i publicystką.

## Ordery i wyróżnienia
Odznaczony Wielką Wstęgą Orderu Skanderbega i Wielkim Krzyżem Orderu Świętego Sawy.